# Чернёвская волость

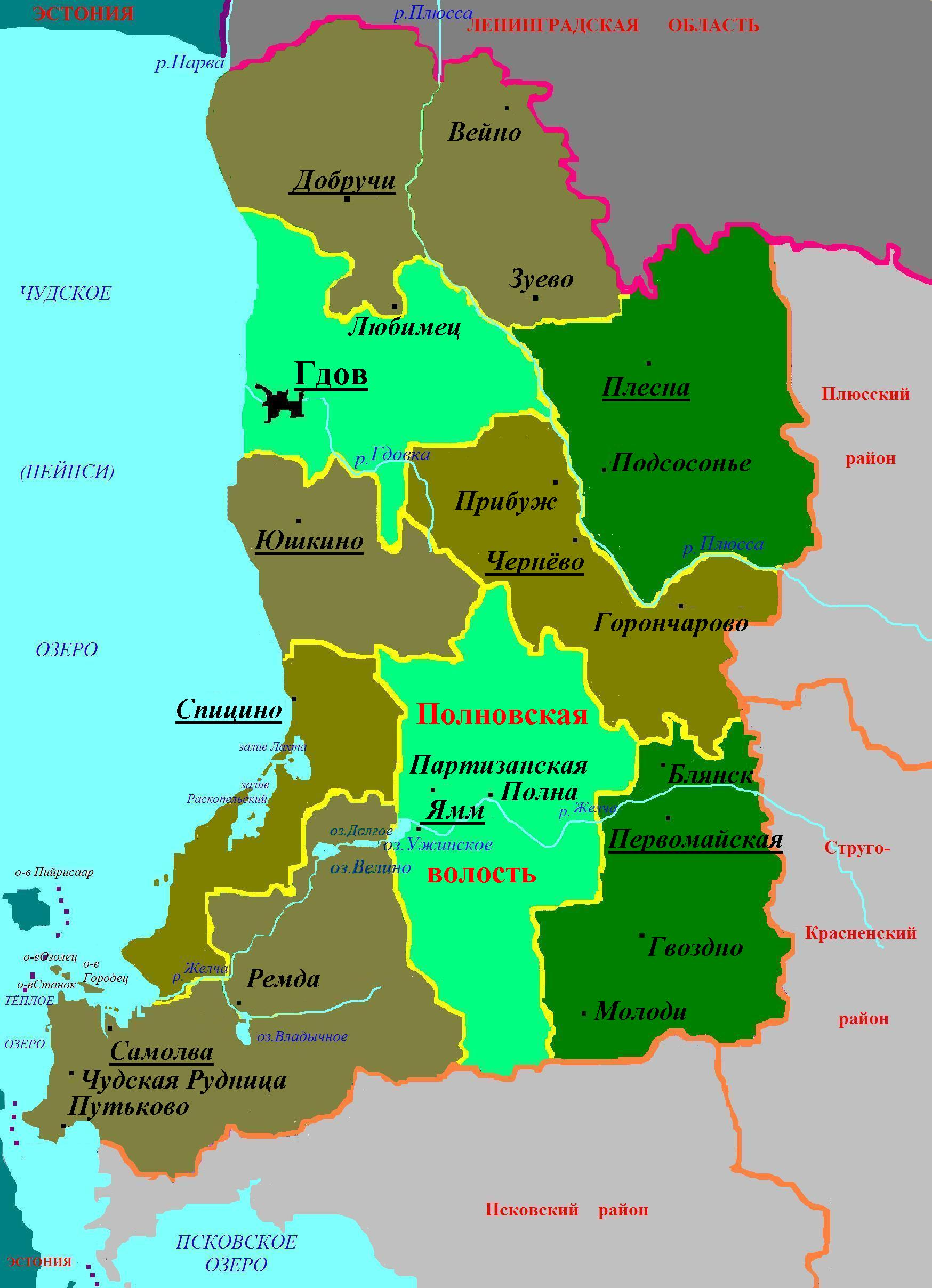
Административное деление Гдовского района в 2006—2015 годах

Чернёвская волость — административно-территориальная единица 3-го уровня и муниципальное образование со статусом сельского поселения в Гдовском районе Псковской области России.
Административный центр — село Чернёво — находится в 30 км к юго-востоку от города Гдов, на дороге Гдов—Ляды—Плюсса.

## География
Территория волости граничит на северо-западе с городским поселением Гдов, на севере — с Плесновской волостью, на западе — с Юшкинской волостью, на юге — с Полновской волостью Гдовского района, на востоке — с Плюсским и Струго-Красненским районами.
На территории волости расположены озёра: Тушинское (0,7 км², глубиной до 4 м), Аполевское или Апалевское (0,6 км², глубиной до 7,6 м) и др.

## История
До 1927 года территория поселения входила в состав Гдовского уезда Санкт-Петербургской (Петроградской) губернии. Постановлением Президиума ВЦИК от 1 августа 1927 года она вошла в Гдовский район Ленинградской области в виде ряда сельсоветов (Подложского, Скородненского, Афоносовского и других). Однако уже 27 августа 1927 года Подложский и Скородненский сельсоветы были переданы в Лядский район. Постановлением Президиума ВЦИК от 10 декабря 1928 года Подложский и Скородненский сельсоветы были возвращены в Гдовский район и объединены в Демьяно-Бедновский сельсовет.
В марте 1941 года Демьяно-Бедновский сельсовет был переименован в Чернёвский сельсовет.
Указом Президиума Верховного Совета РСФСР от 16 июня 1954 года в Чернёвский сельсовет был включён упразднённый Афоносовский сельсовет.
Решением Псковского облисполкома от 24 декабря 1959 года в Чернёвский сельсовет были включены части упразднённых Горского и Черемховского сельсоветов.
Решением Псковского облисполкома от 28 сентября 1965 года из части Чернёвского сельсовета и из части упразднённого Васильевщинского сельсовета был выделен Плесновский сельсовет.
Постановлением Псковского областного Собрания депутатов от 26 января 1995 года все сельсоветы в Псковской области были переименованы в волости, в том числе Чернёвский сельсовет был превращён в Чернёвскую волость.
Законом Псковской области от 28 февраля 2005 года в границах волости было образовано также муниципальное образование Чернёвская волость со статусом сельского поселения с 1 января 2006 года в составе муниципального образования Гдовский район со статусом муниципального района.

## Население
| 2002 | 2010 | 2012 | 2013 | 2014 | 2015 | 2016 |
| ---- | ---- | ---- | ---- | ---- | ---- | ---- |
| 1150 | ↘844 | ↘806 | ↘763 | ↘738 | ↘717 | ↘666 |
| 2017 | 2018 | 2019 | 2020 | 2021 |      |      |
| ↘664 | ↘653 | ↘631 | ↘599 | ↗691 |      |      |

## Населённые пункты
В состав сельского поселения входят 30 населённых пунктов, в том числе 1 село и 29 деревень:
| №  | Населённый пункт | Тип     | Население |
| -- | ---------------- | ------- | --------- |
| 1  | Апалёво          | деревня | ↗1        |
| 2  | Афаносово        | деревня | ↘7        |
| 3  | Большое Озерёво  | деревня | ↗9        |
| 4  | Большое Скородно | деревня | →16       |
| 5  | Боровня          | деревня | ↘49       |
| 6  | Верховье-1       | деревня | ↘6        |
| 7  | Верховье-2       | деревня | ↘2        |
| 8  | Гнилище          | деревня | ↘4        |
| 9  | Гнильск          | деревня | ↘6        |
| 10 | Голышкино        | деревня | ↘2        |
| 11 | Горончарово      | деревня | ↘19       |
| 12 | Ереховы Дубяги   | деревня | ↘0        |
| 13 | Заклинье         | деревня | ↘18       |
| 14 | Залюбовье        | деревня | ↘3        |
| 15 | Заозерье         | деревня | →0        |
| 16 | Иголдино         | деревня | ↘3        |
| 17 | Княщинка         | деревня | ↘1        |
| 18 | Малое Озерёво    | деревня | ↗5        |
| 19 | Малое Скородно   | деревня | →0        |
| 20 | Новые Дубяги     | деревня | ↘10       |
| 21 | Озерцы           | деревня | ↘4        |
| 22 | Прибуж           | деревня | ↘102      |
| 23 | Слудка           | деревня | ↘2        |
| 24 | Степанско        | деревня | ↘2        |
| 25 | Тупицино         | деревня | ↘135      |
| 26 | Чернёво          | деревня | ↘10       |
| 27 | Чернёво          | село    | ↘372      |
| 28 | Шипилино         | деревня | ↘4        |
| 29 | Яктушино         | деревня | ↘9        |
| 30 | Ямно             | деревня | ↗1        |

## Руководство
Глава поселения — Авдейчик Любовь Алексеевна.